# Souterrains in Irland

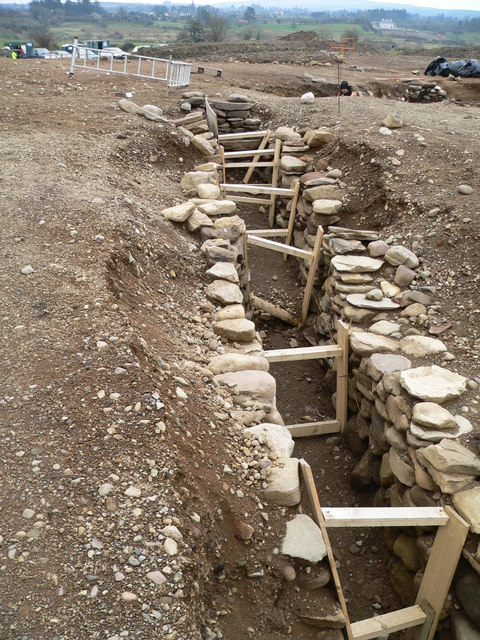
Ausgrabung eines „stone built“ Souterrain

Die Mehrzahl der Souterrains in Irland (irisch uaimheanna talún) wurde in Bezug zu einem Dun, Hillfort oder Rath gefunden. Dabei handelt es sich um irische Forts. In manchem Fort ist ein eingestürztes Souterrain zu vermuten, da eine Bodensenkung den Umriss dieser Struktur anzeigt. Es gibt Anhaltspunkte für Souterrains in Luftbildern, meist kommen sie jedoch durch die Bewirtschaftung von Äckern (Pflügen) oder durch Grabungen ans Tageslicht. Wenige Souterrains wurden infolge zielgerichteter Ausgrabungen gefunden. Zwischen 1930 und 2004 wurden 247 oder etwa 8 % aller etwa 3000 bekannten Souterrains ausgegraben.

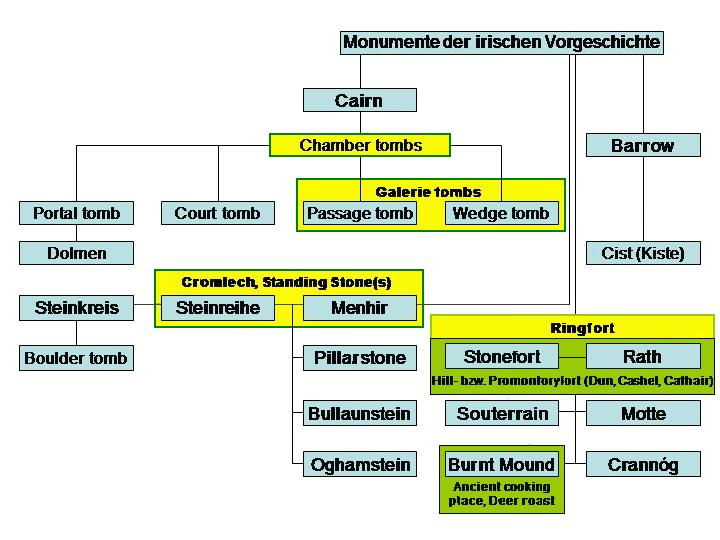
Typen irischer Monumente

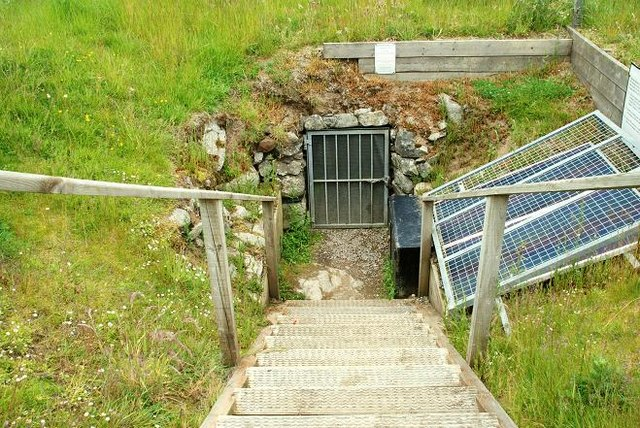
Der moderne Zugang zum Finnis Souterrain im County Down (Nordirland)

## Namen
Namen, die in der Vergangenheit verwendet wurden, waren Dane’s Hole und Rath Cave. Folknamen für Souterrains reichen von Cave oder Poll Talaimh bis zu Tigh-faoi-thalamh und Carraig-an-tseomra. Anthony T. Lucas (1911–1986) gibt an, dass während der Zeit, in der sie verwendet wurden, Uam (Uaimh im modernen Irisch) einer der gebräuchlichen Namen war.

## Verbreitung
Mehrere Tausend Souterrains sind auf der Insel entdeckt worden. Das Verteilungsmuster ist jedoch uneinheitlich. Während der Westen von Cork (etwa 500), das nördliche Antrim und Louth, sowie das südliche Galway große Anzahlen enthalten, sind Countys, wie Carlow und Limerick fast leer. In Zentralirland gibt es große Flächen, wo Souterrains nicht gehäuft vorkommen. Beispiele sind Meath, Westmeath, das südliche Longford, das nördliche Dublin, das westliche Galway und Offaly. Einige der Lücken sind durch Gebirge und feuchte Niederungen einschließlich Mooren zu erklären. Ungewöhnlich wenig Souterrains (6) gibt es z. B. in Connemara, wovon vier in Raths, (z. B. Cregg, irisch An Chreig oder Dane’s Hole) oder in einer Einfriedung liegen. Das Souterrain von Kilmurvy (irisch Cill Mhuirbhigh) wurde als einziges auf den Aran-Inseln gefunden.
Es ist unmöglich, eine Schätzung über die Anzahl von Souterrains auf der Insel, aber auch in Cornwall und Schottland zu machen. Die Summe ist möglicherweise fast ebenso groß wie die der 40.000 Forts. Aber nicht jedes Fort oder jede Frühkirchliche Einfriedung ist mit einem Souterrain verpaart. Sie gibt Beispiele, wo keine Spuren einer Einfriedung gefunden wurden (Craig Hill im County Antrim, Dunalis im County Londonderry oder Ballyglass, im County Mayo).

## Beschreibung der Typen
Das Souterrain kann als artifizielle Höhle definiert werden, die ihr getreuestes kontinentales Gegenstück in den zirkumalpinen Erdställen hat. Souterrains sind (allerdings selten) auf irischen Messtischblättern; allgemein als „Cave“ (Höhle) gekennzeichnet.
Die mannigfaltigen Methoden des Souterrainbaus werden in Irland durch geologische Faktoren bestimmt.
- Wo das Erdreich von solcher Konsistenz war, das ein Zusammenbruch kaum denkbar erschien, wurden sie als Tunnelbau gegraben (earth-cut souterrains), primär im County Cork
- andere wurden in verhältnismäßig leicht zu bearbeitende Fels (z. B. Sandstein, Schieferton) geschnitten (rock-cut souterrains) Primär in den Counties Antrim und Cork (Rock-Cut Souterrain von Releaghat, Brackcloon und Castletown Bere).
- Viel öfter als die beiden obigen Arten, finden sich jedoch Souterrains mit Wänden aus Trockenmauerwerk (stone-built souterrains) (Finnis Souterrain) und Sturzdächern aus großen Steinplatten.
- Auch Kombinationen, bei denen ein Teil in den Fels oder in die Erde oder in beides geschnitten wurde und ein anderer Teil aufgemauert wurde, sind bekannt (Kilberribert im County Cork, Toberdoney, im County Down).
- In Coolcran, im County Fermanagh wurde 1985 von B. B. Williams ein komplett hölzernes Souterrain ausgegraben.

Das Holzdach des „earth-cut“ Souterrains von Letterkeen, im County Mayo, wurde durch seitlich im Gang angeordnete Posten gestützt. Ausgrabungen haben zudem gezeigt, dass einige der gemauerten Souterrains Holzbedachungen hatten. Im Ballycatteen Fort im County Cork und bei einigen der Souterrains von Cush, im County Limerick wurde beobachtet, das sie partiell mit Stein- und partiell mit Holzdächern versehen waren.
Merkmal von earth-cut und rock-cut Souterrains sind kleine Trittnischen, die dazu dienten das Souterrain über häufig anzutreffende senkrechte Zugangsröhren zu betreten. Einbauten, die aber selten im Kontext mit „stone-built“ Souterrains beobachtet wurden, sind Drainagen und Schornsteine, an durch Anhäufungen von Holzkohle gekennzeichneten Herdstellen. Sie wurden im rock-cut Souterrain von Curraghcrowley, in der Nähe von Ballineen, im County Cork gefunden. Luftlöcher sind in mehreren Souterrains (z. B. Mullagharlin, im County Louth) beobachtet worden. In einigen Fällen lag das Ende der Luftzuführung in einiger Entfernung vom Souterrain.
In den Gängen der Souterrains gibt es verschiedenartige bauliche Hindernisse, die M. Clinton als „trapdoor“ (Falltür) oder „stepped features“ klassifizierte. In der einfachsten Form bestehen diese aus einer nur zu durchkriechenden Verengung, einem so genannten Schlupf. In Tobergill im County Down war der Schlupf, an den geräumigere Gänge anschließen, kaum 40 cm breit und 60 cm hoch. Es gibt Fälle, wo das Dach Richtung Fußboden herunter gezogen oder der Fußboden Richtung Dach herauf gezogen wurde (Aird und Craig, beide im County Antrim). In den zumeist labyrinthartigen Souterrains können Gänge blind enden bzw. Nischen bilden. Im Grundriss kann ein Souterrain verhältnismäßig einfach sein oder große Komplexität erreichen. In seiner einfachsten Form besteht es aus einem schmalen Gang manchmal von beträchtlicher Länge. Es ist jedoch üblicher, den Gang in eine Reihe von Räumen aufzuteilen, die durch Schlupfe verbunden sind.
Viele Souterrains enthalten Räume in der Form von Bienenkorbhütten, in Crossdrum in der Nähe von Oldcastle im County Meath, in Kildalton im County Kilkenny und in Castle Hyde im County Cork (drei in Reihe), mit Kraggewölben, in der Art der früheren Passage Tombs oder der Hütten des Clochan-Typs an der Westküste aufgebaut. Im kleineren Ausmaß wurde überkragendes Mauerwerk in Gängen entdeckt, um deren Breite im oberen Bereich einzuziehen und so zu kürzeren Stürzen, als sie bei vertikalen Wände notwendig wären, zu kommen. Es gibt Beispiele, wo die einzelnen Kammern nicht auf demselben Niveau liegen, sondern über Rampen eine zweistöckige Struktur bilden. Einige haben umlaufende Bankaltäre aus Trockenmauerwerk.
Die meisten Gänge und Kammern sind mit Steinplatten abgedeckt die auf den Seitenwänden aufliegen. Es gibt vereinzelt auch über 2,0 m breite Kammern, deren Decke aus Platten besteht, die auf Stützen aufliegen (ähnlich wie Grain Earth House in Schottland). Die Decke des earth-cut Souterrains von Rooves More bei Aglish im County Cork wird von sechs Säulen (drei Paare) getragen, auf denen mehrlagig, überlappend acht langgestreckte Steinplatten (auch drei wiederverwendete Oghamsteine) liegen.

### Lage
Bei Forts kommen Souterrain in Verbindung mit Anlagen aus Stein und Erde (Raths und Promontory Forts. In manchen Fällen liegt das Souterrain innerhalb des Forts, in anderen hat es einen zweiten Zugang außerhalb des Forts. Im Falle des Küsten-Promontory-Forts von Dunbeg (1), im County Kerry und im Falle des Inland-Promontory-Forts von Cahercommaun (2), im County Clare, liegt ein Ende der drei Souterrains außerhalb des Wallbereichs. Manche Zellen in den Wänden der großen Steinforts sind auf ähnliche Weise wie Souterrains gebaut. Das Souterrain von Leacanabuaile, im County Kerry, endet in einem Raum in der Mauer. Ein ungewöhnlicher Gebrauch eines Souterrains wurde in dem beinahe völlig zerstörten Fort von Kiltarnaght, im County Mayo entdeckt. Das teilweise dachlose Souterrain hat sich bis zu einer Tiefe von einem Meter mit Wasser gefüllt und wird als Heilige Quelle (St. Dominick Well) aufgesucht.
Das innerhalb des Forts durch ein Souterrain besetzte Gebiet ist in der Regel verhältnismäßig klein, etwa 10 %. Es gibt jedoch Fälle, wo ein sehr kompliziertes Souterrain das komplette Interieur eines Forts besetzt. Ein Beispiel ist Derrymore East bei Tralee im County Kerry. Im County Antrim wird kolportiert, dass ganze Felder mit Souterrains durchlöchert sind, die ein unterirdisches Dorf bilden. Ausgrabungen in Ballycatteen im County Cork und Ballywee, im County Antrim, haben mehrere Souterrains auf einem Siedlungsplatz offenbart, der aus einem Komplex von Raths und Gebäuden bestand. Komplexe Systeme wie dieses sind jedoch selten.
Außer mit Forts sind irische Souterrains mitunter mit kirchlichen Bauten vereint. Da viele altirische Kirchen in älteren Einschließungen errichtet wurden, sind Vergesellschaftungen mit Souterrains zu erwarten. In Glencolumbkille, im County Donegal und in Killala, im County Mayo, besteht eine Verbindung zu einer frühen Kirche bzw. zur dortigen Kathedrale. In Caherbullog, im County Cork liegt das Souterrain unter der Kirche und in Killylagan, im County Louth, liegt ein Souterrain bei einem Cillin. Ausgrabungen haben gezeigt, dass die Souterrains in den Hügeln der Passage tombs von Knowth und Dowth frühchristlichen Datums sind und der Hügel durch einen Graben und eine Abplattung in eine Fortstruktur verwandelt wurde.
Der Zugang zum Souterrain, den M. Clinton in fünf Bauarten unterteilt (Ramp, Pit-drop, shaft, stepped und hatch) lag vermutlich stets innerhalb eines oberirdischen Gebäudes. Bei der Ausgrabung auf dem Craig Hill, im County Antrim, wurde der Zugang in einem rechteckigen Postenbau entdeckt. Im Whitefort, im County Down grenzt das Souterrain an ein Blockhaus. In Ballywee, im County. Antrim und innerhalb des Duns von Knockdrum nahe Castletownsend, im County Cork, waren die Souterrains mit den Steinbauten verbunden. In Glenderry nahe Ballyheige, im County Kerry, liegen keine Beweise für ein ehemaliges Fort vor aber die Souterrains liegen bei steinernen Hütten.

## Zweck
Der Zweck der schottischen Souterrains ist seit der Ausgrabung von Windwick nicht mehr völlig unbekannt. Interpretationen als Verteidigungsanlagen oder Ställe wurden verworfen, als am wahrscheinlichsten gilt heute nicht mehr eine Nutzung als Getreidespeicher. Die kultische Funktion ist nicht mehr zu leugnen. Wahrscheinlich gibt es auch eine ähnliche Tradition für die Nutzung irischer Souterrains.

## Funde, Datierung
247 oder etwa 8 % aller erfassten Souterrains Irlands wurden zwischen 1930 und 2004 in 15 verschiedenen Counties ausgegraben. Die größte Konzentration ausgegrabener Souterrains lag in Antrim, Cork, Kerry, Louth und Meath. Sehr wenige wurden in Carlow, Dublin, Kildare, Offaly, Wexford und Wicklow sowie in Teilen des Westens und Nordwesten der Insel ausgegraben.
Souterrain Ware ist eine nur wenig verzierte, qualitativ schlechte, frühmittelalterliche (etwa 7. bis 12. Jahrhundert) Keramik, die in Irland primär in der Provinz Ulster, zumeist kleinteilig zerscherbt in Souterrains vorkommt. Andere Funde aus den Souterrains sind zählbar. Die Handmühle von Cush, im County Limerick, kann nicht älter sein, als aus der frühen Eisenzeit. In Downview, bei Westpark, in der Nähe von Belfast, wurde eine flachbodige Ware gefunden, welche im nordöstlichen Teil Irland, obwohl nicht genau datierbar jedoch in frühchristlicher Zeit produziert wurde. Die als „Souterrain Ware“ bekannte Keramik, ist aber in Ringforts, z. B. Lissue und Ballyaghagan, im County Antrim und in Crannógs, (im Lough Faughan, im County Down) häufiger vertreten. Auch der Fund einer Bronzenadel im Souterrain von Letterkeen im County Mayo, bezeugt ein frühchristliches Datum. Anderer Funde, deuten ebenfalls ein frühchristliches Datum für die Forts und Souterrains an. Oghamsteine wurden als Baumaterial in 44 Souterrains gefunden – allein 15 im Souterrain von Ballyknock, im County Cork. Im Souterrain von Drumlohan im County Waterford wurden 10 Oghamsteine als Stürze oder Tragsteine genutzt. In Dunloe, in der Nähe von Killarney, wurden acht Oghamsteine in derselben Struktur verbaut gefunden. Das zeigt, dass die Strukturen gebaut wurden als die verwendeten Oghamsteine nicht mehr mit Verehrung bedacht wurden.
Die wenigen älteren Funde, wie die Bronzeäxte, im Souterrain von Aghadown, nahe Baltimore, im County Cork und Bronzespeere von einem Souterrain nahes Holly Fort, im County Wexford, sind nicht beweiskräftig genug um die Datierung zu beeinflussen. Verweise auf Urnen im veröffentlichten Material können nicht als Begräbnisurnen oder häusliche Töpferwaren bestimmt werden. Die Vereinigung von Souterrains mit Ringforts belegt, dass sie ein integraler Bestandteil der Ringforttradition sind. Auf der Grundlage der zurzeit verfügbaren Belege kann die Geschichte der Souterrains in Irland wie die der Ringforts von der frühen Eisenzeit über die frühchristliche bis in die mittelalterliche Zeiten bezeugt werden.
Das etwa 1000 Jahre alte „rock cut“ Souterrain von Releagh wurde 2015 beim Ausbau der N71 zwischen Bonane und Glengarrif in den Caha Mountains im County Kerry in Irland entdeckt.